# Kragelund Teglværk
Kragelund Teglværk  i Højbjerg,  Aarhus, blev opført 1851 af teglværksmanden H.P. Heide hvis søn, Rolf Wilhelm Heide, overtog gården og teglværket i år 1890. Umiddelbart efter overtagelsen udvidede han bygningerne med en herskabelig tværfløj. Det var oprindeligt en landbrugsejendom på cirka 60 tønder land med navnet Kragelund. Park og bygninger har - oprindelsen til trods - samlet set karakter af en herregård. Er blevet ombygget i flere omgange og var fra 1937 hotel, med en glansperiode i 1960'erne.  Kragelund er i dag  et Kultur- og kontaktsted  under "Socialpsykiatri og Udsatte Voksne" og  et botilbud til borgere med svære psykiske og sociale vanskeligheder under Aarhus Kommune.